# Fritz Greßnich
Fritz Greßnich (* 30. Juni 1927 in Erlenbach; † 24. Dezember 2013 in Friesenhagen) war ein deutscher Kommunalpolitiker.

## Werdegang
Greßnich kam 1953 als Kämmerer nach Friesenhagen. Er war als Kassenleiter der Gemeindeverwaltung tätig. Dort wurde er im Oktober 1960 zum hauptamtlichen Bürgermeister der Gemeinde Friesenhagen gewählt. Nach der Kommunalreform 1975 wurde er ab 1. Januar 1975 zunächst hauptamtlicher Erster Beigeordneter und zum 10. Juni jenes Jahres sowohl Bürgermeister der Ortsgemeinde Kirchen (Sieg) als auch der Verbandsgemeinde Kirchen (Sieg). Er blieb bis Juni 1992, dem Monat seiner Pensionierung, Bürgermeister der Verbandsgemeinde. Greßnich war seit Oktober 1979 Träger des Bundesverdienstkreuzes am Bande.